# الرابطة الصينية لكرة السلة
الرابطة الصينية لكرة السلة (بالصينية: 中国男子篮球职业联赛) اختصاره بالإنجليزية CBA هو دوري كرة سلة للمحترفين للرجال في الصين تأسس في 1995 ويلعب فيه 20 فريقاً، حنبا إلى جنب مع دوري الرابطة الوطنية لكرة السلة (القسم الثاني). قلة من اللاعبين الصينيين أمثال ياو مينغ يلعبون في دوري الرابطة الوطنية لكرة السلة الأمريكي.

## أبرز الفرق
- بايى روكتس
- غوانغدونغ ساوثرن تايغرز

## وصلات خارجية
- الموقع الإلكتروني